# Aksjomat Fana
Aksjomat Fana – aksjomat geometrii rzutowej mówiący, że:
Trzy punkty przekątne czworoboku zupełnego nie są współliniowe.
Niezależność aksjomatu Fana od pozostałych aksjomatów płaskiej geometrii rzutowej wynika z istnienia płaszczyzny Fana.